# 大恋愛
大恋愛（だいれんあい、フランス語: Le Grand Amour）は1969年に公開されたフランスのコメディ映画。監督はピエール・エテックス。この映画は1969年カンヌ国際映画祭に出品された。